# Алеко Константинов
Алѐко Ива̀ницов Константѝнов (познат с псевдонима Щастливеца) е български писател, адвокат, общественик и основоположник на организираното туристическо движение в България.

## Живот и дейност
Алеко Константинов е роден в град Свищов на 13 януари (1 януари стар стил) 1863 г. в семейството на видния свищовски търговец Иваница Хаджиконстантинов. По майчина линия произхожда от голямата видинска фамилия Шишманови. Учи при частните учители Емануил Васкидович и Янко Мустаков, в Свищовското училище (1872 – 1874) и в Априловската гимназия в Габрово (1874 – 1877). По време на Руско-турската освободителна война е писар в канцеларията на свищовския губернатор Марко Балабанов (1877). След края на войната продължава да учи и като възпитаник на Южнославянския пансион на Тодор Минков завършва гимназия в град Николаев, Руска империя (1881). През 1885 г. завършва право в Новорусийския университет в Одеса.
След завръщането си в България Алеко Константинов работи като съдия (1885 – 1886) и прокурор (1886) в Софийския окръжен съд, помощник-прокурор (1886 – 1888) и съдия (1890 – 1892) в Софийския апелативен съд. Юрисконсулт на Софийското градско управление (1896). След като два пъти бива уволнен по политически причини, работи до края на живота си като адвокат на свободна практика в София.
Алеко Константинов подготвя и защитава успешно хабилитационен труд на тема „Правото за помилване по повод на новия наказателен закон“ (1896) с цел да стане преподавател по углавно и гражданско право в Юридическия факултет на Софийския университет. Посещава Всемирното изложение в Париж (1889), Земското индустриално изложение в Прага (1891) и Колумбовото изложение в Чикаго (1893).
Алеко Константинов развива активна обществена дейност като училищен настоятел, член на Върховния македонски комитет, член на настоятелството на дружество „Славянска беседа“, на Българското народообразователно дружество, на Комисията за насърчаване на местната индустрия, на Дружеството за насърчаване на изкуствата, на Музикалното общество, на Театралния комитет. По негова инициатива се създава първото туристическо дружество в България. Началото на организирания туризъм се поставя с изкачването на Черни връх на 27 август 1895.
Алеко Константинов от студентските си години започва да проявява пристрастия към Петко Каравелов – идеолог на парламентаризма и демокрацията. Сътрудничи на основаното от Каравелов сп. Библиотека „Свети Климент“. Той е член на Демократическата партия, водена от Петко Каравелов, участва в изготвянето на програмата ѝ, сътрудничи с фейлетони, пътеписи, дописки, статии в нейния орган в. „Знаме“ от създаването му (1894).
Алеко Константинов е убит при неуспешен атентат срещу съпартиеца му Михаил Такев на 23 май (11 май стар стил) 1897 година. Двамата са в Пещера, родното място на Такев, от което е и избран за народен представител. Те участват в тържествата за деня на славянската писменост, като вечерта на същия ден двамата потеглят с файтон за Пазарджик. По пътя спират за известно време в село Радилово. Жителите на Пещера и Радилово имат отдавнашен спор за собствеността на гори и общински мери, като и двете страни многократно прибягват до насилие. Във връзка с този конфликт група жители на Радилово, начело с кмета от Народната партия Петър Минков, решават да убият Такев. Такев и Алеко Константинов напускат Радилово след 22 часа. В землището на съседното село Кочагово (днес Алеко Константиново) радиловчаните Милош Топалов и Петър Салепов стрелят по файтона им с пушката на радиловския кехая Здравко Игнатов, при което убиват Алеко Константинов. По-късно Минков, Салепов и Топалов са осъдени на смърт, като присъдата на Салепов, който е непълнолетен, е заменена с 15 години затвор.

## Произведения

### Ранни произведения
Първите публикувани творби на Алеко Константинов са стихотворенията „Огледало“ (1880) и „Защо?“ (1881) във вестниците „Целокупна България“ и „Свободна България“. В тях той не крие отношението си към политическата обстановка в България и проявява чувствителност към социалните пороци. Реакция на конкретни политически събития е и писаната в Одеса поема „Песен за Слобод-Маджара и Пламен-Теня“ (1883).

### „До Чикаго и назад“
Първата зряла творба на Константинов е „До Чикаго и назад“. В нея са предадени непосредствените впечатления на автора от пътуването му до Америка. Тя носи белезите на неговата ярка творческа индивидуалност – темперамент, артистичност, чувство за хумор. Познанието за далечната страна се съчетава с национално самопознание, с размисъла за настоящето на Родината и тревогата за нейното бъдеще. Алеко вижда България в системата на съвременния свят, той пътува с любопитство и пътешественическа страст, но и със стремеж за съизмерване на българското с чуждото. Идеен център на творбата е отношението към западната цивилизация, което се движи между възторга от високото материално равнище и техническите завоевания и възмущението от антихуманните прояви в това добре подредено, богато общество.
Авторът има селективно отношение към фактите, вижда ги от неочаквана страна и ги интерпретира най-често иронично. Отбелязва мимоходом впечатления, рисува образи с няколко щриха, готов винаги да избухне в смях. Сериозен остава единствено пред величието на природата, пред постиженията на техниката, пред тревожните социални явления. Пътеписът отразява онзи момент от българското духовно развитие, когато българинът започва да опознава света, за да намери в него своето място и мястото на родината. „До Чикаго и назад“ е принос в развитието на българския пътепис. Чрез тази творба пътеписният жанр излиза от сферата на географско-етнографското описателно четиво и се превръща в пълноценно художествено явление.
Повод за написването на пътеписа „До Чикаго и назад“ са приятелите на Алеко Константинов, които го подтикват да оформи своите впечатления на „леки“, „хвърчащи бележки“ т.е. едно увлекателно за онова време четиво, провокиращо към размисли. Пътеписът е създаден през 1893 година след пътуването на Алеко в Новия Свят. Като самостоятелно издание излиза през 1894 година. „До Чикаго и назад“ е първият пътепис, който пресъздава пътуване извън границите на България, и в който се заявява отношението на автора към българската и чуждата действителност. Това е произведение, което за първи път донася на автора литературна известност.

### Други произведения
Константинов прославя с лиричен патос красотата и величието на българската природа в пътеписите „Невероятно наистина, но факт...“, „Какво? Швейцария ли?“, „В Българска Швейцария“ и др. Пътеписите му носят белези и на фейлетона, и на репортажа; с остра критичност са засегнати битови неуредици, обществени проблеми. Звучат като повик за национално сплотяване и възпитаване на националното достойнство. През 1894 г. Алеко Константинов публикува разказа „Пази, боже, сляпо да прогледа“.

### Бай Ганьо
С фейлетоните си за Бай Ганьо от 1895 г. Алеко Константинов се изправя пред сложните икономически и социалнопсихологически въпроси на своето време – пътят на България и целта на нейното развитие, мястото ѝ сред другите страни, съдбата на националните добродетели, морал, бит, нрави. Под формата на забавни приключения на дребен праматар (амбулантен търговец) на розово масло, втурнал се да забогатява чрез търговия и политика, Константинов засяга болезнени проблеми на националния живот, бит, психология, манталитет, култура и се смее над тях с пречистващ смях. Емоционалният градус се движи от добродушно-снизходителния, опрощаващ и разбиращ смях през тъжната горчиво-иронична усмивка до гръмкия присмех и острото сатирично изобличение.
Творбата е своеобразно преодоляване, мъчително по същество, но изпълнено с лекота, хумор и артистичност, на национални комплекси и социални пороци. Тя е особено популярна поради близостта на героя до масовата социална психология на грубия практицизъм, ниските духовни хоризонти. Бай Ганьо е колоритен и витален образ. Обикаляйки Европа, в контакт с други нрави, отношения, култура, той изпада в комични ситуации. Въпреки скъперничеството, арогантността, липсата на морални принципи, ниската култура, физическата нечистоплътност този образ не отблъсква, а разсмива, уравновесен от Алековата благородна артистична личност.
Във втората част на книгата, когато героят се връща в България и започва да „прави“ политика, смехът утихва, удавен в погнуса, гняв, разочарование от тревожните и страшни тенденции в обществения живот, чийто изразител става Бай Ганьо. Неговият образ е най-дискутираният в българската литературна критика. Оценките на същността му – национална или социална – са противоречиви, понякога полюсни. Социално-исторически детерминиран, героят носи и специфични български черти, и белези на устойчивия, жизнен във всички времена човешки тип – изразител на грубия практицизъм, ниските нива на съзнанието, примитивната психика, бездуховността.
В „Бай Ганьо“ е заложен реален исторически трагикомизъм, породен от бързото разместване на социални пластове в новоосвободена България и от припрения ѝ стремеж за догонване на „другите“. Традиционно и ново, патриархално и модерно съществуват едновременно и при сблъсъка им се пораждат недоразумения, грешки, изненади, разрешавани комично. Въпреки своеобразния строеж – поредица от анекдоти, разказвани в бохемска компания, без стройна сюжетно-фабулна връзка между тях, творбата е композиционно промислена и с единна художествена концепция. Образът на Бай Ганьо, художествено обезсмъртен, има живот и извън творбата. Става герой на разкази и вицове, името му е нарицателно и синоним на разнообразни, често противоположни понятия и представи.

### Фейлетони
Като ученик в град Николаев, Алеко пише фейлетони – белег за ранна хумористична реакция на действителността (цикъла „Проза в стихове“) (лятото на 1894).
До края на живота си създава над 40 фейлетона, повечето от които са отзвук на конкретни събития („Херострат II“ е написан заради опита на цар Фердинанд да закрие читалище „Славянска беседа“ подобно на Херострат, който в древността подпалил храма на Артемида в Ефес).
Основни теми във фейлетоните му са потъпкването на изборните права на българския народ, поведението на министри, депутати, на монарха, наболели обществени проблеми. Морално извисената личност на твореца уравновесява гнева и смеха, ненавистта и болката, предпазва го от заслепение, от нарушаване на художествена и етична мяра. Смехът е овладян и артистичен, смях, който изобличава, но и забавлява.
Константинов разгръща фейлетона най-често в ироничен план и чрез асоциации, въпроси, обръщения, намеци, коментар въвежда читателя в ироничната „игра“, създава атмосфера на доверие, на свободно бъбрене и събеседване. Хумористичната атмосфера прониква в целия фейлетон – от заглавието до послеписа и подписа. Трансформира се нерядко в остър сарказъм, в чиято основа е гражданската болка и нравствената тревога. Нови за традициите на жанра са фейлетоните „Страст“ и „Честита Нова година“, където обект на ирония е авторът, дистанцирал се от себе си, доказал своята духовна независимост, утвърдил се като личност.
В цикъла „Разни хора, разни идеали“ частният случай е изведен до художествено обобщение, създадени са плътни социалнопсихологически типове с трайна общочовешка стойност. Личностното, гражданското и творческото реализиране на Константинов съвпада с първите стъпки на новоосвободена България, с процеса на изграждане на нейната нова материална и духовна култура. Той живее с непознато дотогава чувство за цивилизация и прогрес, със съзнанието и отговорността на обществен възпитател. Потопен е изцяло в своята съвременност; не търси сравнения, корективи, критерии в миналото. Интересува го националната ситуация и проблематика в европейския и световен контекст. Хумористичното отношение към реалността е част от мирогледно-поведенческата му система.
Творецът притежава неподдаващо се на догми съзнание, вродена способност да приема нещата в тяхната нееднозначност, изменчивост и подвижност, свободно да ги размества, взаимно да ги замества и свързва според художествената логика. Неговият хумор е сплав от безгрижен гръмък смях и мъдро разбиране на човека, от гняв, породен от социални и лични пороци, и стремеж към тяхното хумористично надмогване и сатирично унищожаване. Това е артистичен смях, който не потиска, а преодолява грозното и пошлото и действа като морална сила.
Наред със способността да открива около себе си в комично деформиран вид безброй варианти на социални сблъсъци и човешки метаморфози Алеко Константинов внася в литературата и усещането за артистична радост и забава от творческия акт.

## Преводи
Превежда произведения от А. С. Пушкин („Бахчисарайски фонтан“, „Полтава“, „Цигани“), М. Ю. Лермонтов („Демон“, „Беглец“), Н. А. Некрасов („Руските жени“, „Кой е строил железния мост?“), Молиер („Тартюф“), Фр. Копе („Отче наш“), В. Сарду („Партиите в Монако“) и др. Произведения на Константинов са преведени на около 30 езика. Първите преводи са от края на ХІХ век (естонски, руски, сръбски) и началото на ХХ век (немски, полски, френски, чешки и други езици).

## Псевдоними
- Щастливеца
- Башибозук
- Беньо Наков
- Евстати Хаджибалкански
- Един от клуба на Моралното влияние
- Великият Войн
- Хъньо

## Други
Улица в София (Карта), нос Алеко на антарктическия остров Ливингстън, връх Алеко в Рила, както и местността и туристически център Алеко на Витоша са именувани на Алеко Константинов.
През 2017 г. в негова чест е именувано кръстовище в Чикаго.
Къщата музей на Алеко Константинов в Свищов е част от 100-те национални туристически обекта.
Интересен факт свързан с руския император Александър II – при третото си посещение в България по време на Освободителната Руско-турска война, на 14 юли 1877 г., императорът отсяда в родната къща на Алеко Константинов. При пристигането на императора, входът на къщата е украсен с голям венец от живи цветя, държан от четири момичета в национални носии. От балкона на бащината къща на Алеко императорът наблюдава преминаването на руските войски по моста през Дунава. Малкият Алеко присъства на тази сцена, което оставя светъл спомен в душата му и поражда обич към всичко руско. По този повод Пенчо П. Славейков пише в биографичната си книга за Алеко:
| „ | На тази гледка от балкона той е имал веднъж трепетна наслада да се любува, изправен до Освободителя цар, гледащ дългата върволица от войници, извита като тесма от свободния към освободения бряг. Образът на великия Освободител бе дълбоко врязан в паметта на Алека и когато той се е готвел за кръгосветско пътешествие, оставил е поръка на своите ближни да отстъпят родителския му дом за някое обществено заведение, а за спомен, че царят е живял в него, да подставят бюста му в стаята, където е спал. | “ |

Наредбата в дома на Алеко е запазена като по времето, когато в нея е живял Александър II, а от 1979 г. става музей.
През 2003 г. е издаден първият том от Биография на Алеко Константинов в три тома с автор Гавраил Панчев.